# Johan de Kock
Johannes de Kock (Sliedrecht, 1964. október 25. –) holland válogatott labdarúgó.
A holland válogatott tagjaként részt vett az 1996-os Európa-bajnokságon.

## Sikerei, díjai
Schalke 04
- UEFA-kupa (1): 1996–97